# Pignus pongola
Pignus pongola är en spindelart som beskrevs av Westring, Haddad 2009. Pignus pongola ingår i släktet Pignus och familjen hoppspindlar. Inga underarter finns listade i Catalogue of Life.